# Malatínka
Malatínka – potok na Słowacji, lewy dopływ rzeki Wag, obecnie uchodzący do zbiornika wodnego Bešeňová w miejscowości Vlachy. Wypływa na wysokości około 1150 m na północnych stokach szczytu Ľupčianska Magura w Niżnych Tatrach. Spływa w kierunku północnym. Po opuszczeniu Niżnych Tatr płynie Kotliną Liptowską przez miejscowość Malatíny i jej część – Nižné Malatíny. Uchodzi do zbiornika Bešeňová na wysokości 530 m.
Posiada kilka dopływów. Największy to potok Biela, wypływający w dolinie wciosowej po północnej stronie Ľupčianskiej Magury. Zlewnia Malatínki znajduje się poza obszarem Parku Narodowego Niżne Tatry.